# Боливар (гора)
Боли́вар (исп. Cerro  Bolívar) — гора в штате Боливар в стране Венесуэла. Высшая точка — 780 м. Расположена недалеко от города Сьюдад-Пиар, в 77 км к югу от столицы штата Боливар – Сьюдад-Боливар. Гора Боливар считается местом с «самой большой концентрацией железной руды на Земле».

## Добыча железной руды

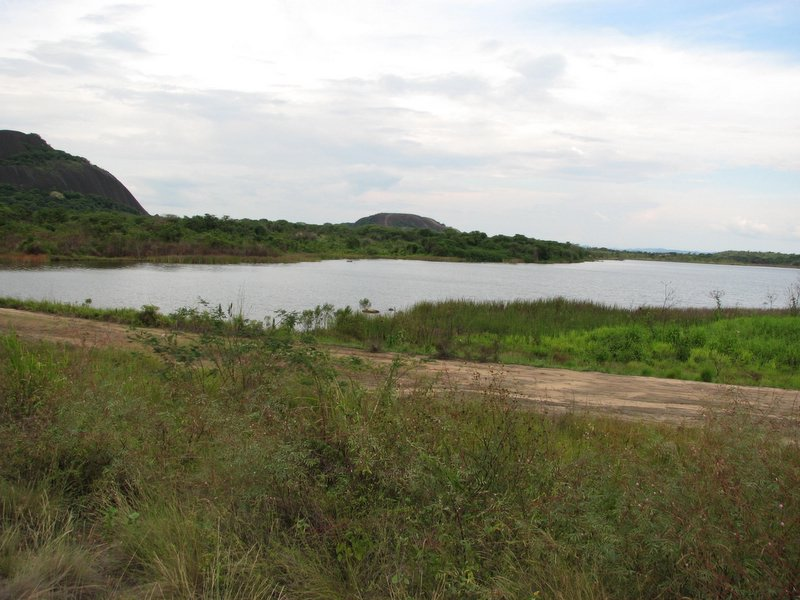
Горы вблизи города Сьюдад-Боливар

Месторождение Серро-Боливар располагается на Гвианском плоскогорье в Венесуэле. Залегание руд поверхностное, рудные тела связаны с итабиритовой формацией, представленной железистыми кварцитами. Разработка месторождения ведётся открытым способом.
Общие геологические запасы — 1300 млн тонн. Руды содержат: Fe — 63 %; Si (кремний) — 0,72 %; S — 0,03 %; P — 0,14 %; Mn — 0,10 %; Ti — 0,03-0,21 %. Состоят из гематита, лимонита и магнетита. Известны два типа руд: массивная корковая руда — она прослеживается до глубины 170 м, и рыхлая руда — залегает до 270 м и сложена зёрнами гематита с непостоянным количеством кварца и гётита. Месторождение приурочено к синклинальной структуре, ядро которой сложено железистыми кварцитами, подстилаемыми гнейсами. Рудное тело шириной около 700 м, прослежено на глубину до 340 м и сложено гематитовыми рудами со средним содержанием железа 63 %.
Считается, что более половины горы до полумиллиарда тонн состоит из высококачественной железной руды, что образовалась за счёт выветривания железистых кварцитов, при котором выносился кремнезём, и происходила остаточная концентрация нерастворимых оксидов железа.
Формально крупномасштабная разработка руды началась здесь с 1950-х годов Orinoco Mining Company. На момент своего открытия месторождение обещало превзойти великий рудник Халл-Раст-Махонинг в Хиббинге, штате Миннесота в США. В 1974 году месторождение Серро-Боливар было национализировано правительством президента Карлоса Андреса Переса. Его эксплуатация перешла под контроль Venezolana de Guayana (CVG), 51% акций которой принадлежат правительству Венесуэлы и 49% — United States Steel. 

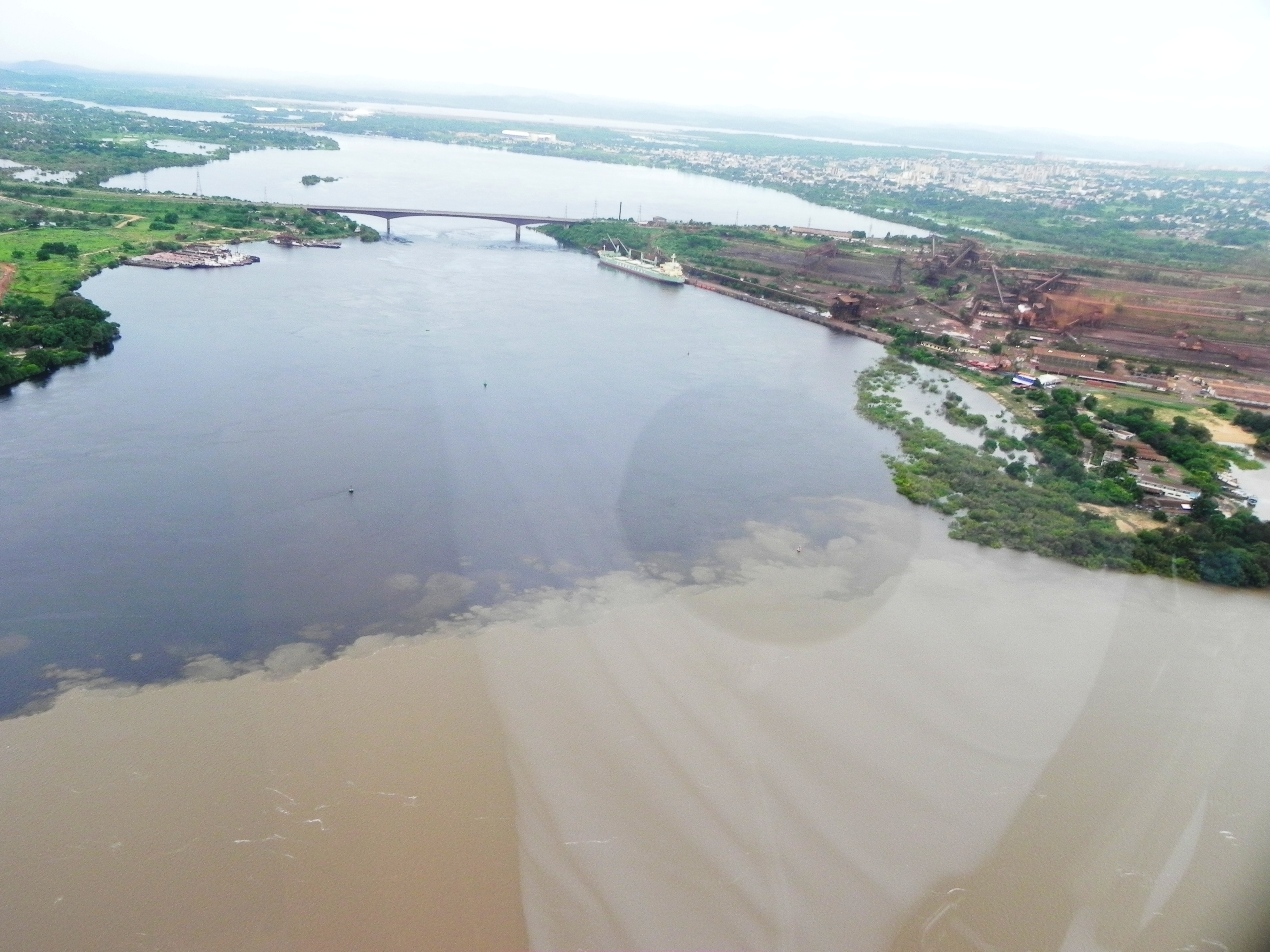
Реки Карони и Ориноко

Руда по железной дороге поступает на металлургический завод в Сан-Томе-де-Гуаяна и на вывоз к портам по реке Ориноко — Сан-Феликс и Пуэрто-Ордас.
Добыча железной руды на Серро-Боливар была остановлена в 1997 году. По приглашению президента Венесуэлы Уго Чавеса швейцарская компания Commodities and Minerals Ltd взяла на себя производство, тем самым возобновив работу в 2009 году.